# Cláudio Ricci
Cláudio Ricci (Passo Fundo, 2 de julho de 1971) é um automobilista brasileiro. Atualmente disputa a Stock Car Brasil pela Crystal Racing Team e a GT3 Brasil pela CRT Brasil. Foi o primeiro piloto gaúcho a competir na Stock Car V8, antes de Juliano Moro e Vitor Genz.

## Carreira
1996 e 1998 - Campeonato Catarinense de Kart (Campeão)
1997 e 1998 - Campeonato Regional de Kart (Campeão)
1998 - Campeonato Brasileiro de Kart e Campeonato Sul-Brasileiro de Kart (Campeão).
1998 - Campeonato Gaúcho de Kart (Campeão)
2001 - Copa Brasil de Kart (vice-campeão)
2001/2002 - Brascar (vice-campeão)
2002 - Brasileiro de Endurance (Campeão)
2002 - Mil Milhas Brasileiras (Campeão do grupo 3, vice-campeão geral)
2002 - 500Km de Interlagos (Campeão)
2002 - Capacete de Ouro de Endurance
2004 - 12 Horas de Tarumã (campeão grupo 3)
2004 a 2006 - Serrano de Endurance (Tricampeão)
2005 e 2006 - Pick-Up Racing (vice-campeão em 2005 e campeão em 2006)
2009 - GT3 Brasil (campeão ao lado de Rafael Derani).
Em 2010, correndo na Stock Car Brasil pela equipe Crystal Racing, o piloto tornou-se o primeiro gaúcho a disputar uma corrida no Velopark.
Em 23 de abril de 2010, Claudio Ricci e Rafael Derani, campeões da GT3 Brasil de 2009, voltaram a marcar os melhores tempos da categoria no Autódromo Internacional de Curitiba, em Pinhais (PR) com a Ferrari F430 da Equipe CRT Brasil. Com pista molhada, eles conseguiram a melhor marca do dia, pilotando um modelo Ferrari F430, com o tempo de 1min21s901.

## Resultados
(Legenda)

### Pick-Up Racing
| Ano  | Equipe                | Carro          | 1     | 2       | 3     | 4     | 5       | 6      | 7     | 8     | 9     | Classificação | Pontos |
| ---- | --------------------- | -------------- | ----- | ------- | ----- | ----- | ------- | ------ | ----- | ----- | ----- | ------------- | ------ |
| 2005 | Vidroforte Motorsport | Chevrolet S-10 | TAR 4 | CGD Ret | STC   | CTB 2 | CTB Ret | LON 1  | CAS 1 | GUA 1 | SAO 1 | 2º            | 105    |
| 2006 | Vidroforte Motorsport | Chevrolet S-10 | GUA 1 | CAS 1   | STC 1 | CGD 3 | CTB Ret | STC NP | CAS 2 | CTB 1 | CTB 1 | 1º            | 127    |

### Stock Car Brasil
| Ano  | Equipe              | Carro       | 1      | 2      | 3      | 4   | 5   | 6   | 7   | 8   | 9   | 10  | 11  | 12  | Classificação | Pontos |
| ---- | ------------------- | ----------- | ------ | ------ | ------ | --- | --- | --- | --- | --- | --- | --- | --- | --- | ------------- | ------ |
| 2010 | Crystal Racing Team | Peugeot 307 | SAO 22 | CTB 17 | VEL 11 | RIO | RBP | SAL | SAO | CGD | LON | SCZ | BSB | CTB | 22º*          | 5*     |

* Temporada em andamento.